# في عينيك
في عينيك (بالإنجليزية: In Your Eyes)‏ هو فيلم دراما تم إنتاجه في الولايات المتحدة وصدر في سنة 2014. من بطولة زوي كازان ونيكي ريد.

## القصة
في الساحل الشرقي المتجمد شتاءً تعيش (ريبيكا) حياتها وحيدة بين اللهو والعبث في الحفلات اليومية كزوجة جميلة لطبيب ناجح. على الجانب الآخر من المدينة وفي جزئها المشمس وتحديداً في نيو مكسيكو القاحلة، يعيش (ديلان كيرشو) الشاب الجذاب الوسيم الذي يكافح من أجل الغيش بكرامة والبدء من جديد. يلتقى ريبيكا وديلان ويحدث بينهما انجذاب سريع لا يمكن تفسيره.

## الميزانية والإيرادات
بلغت تكلفة إنتاج الفيلم حوالي مليون دولار.

## وصلات خارجية
- في عينيك على موقع IMDb (الإنجليزية)
- في عينيك على موقع روتن توميتوز (الإنجليزية)
- في عينيك على موقع نتفليكس (الإنجليزية)
- في عينيك على موقع قاعدة بيانات الأفلام العربية
- في عينيك على موقع ألو سيني (الفرنسية)
- في عينيك على موقع Turner Classic Movies (الإنجليزية)
- في عينيك على موقع أول موفي (الإنجليزية)
- في عينيك على موقع فيلمافينيتي (الإسبانية)
- في عينيك على موقع قاعدة بيانات الفيلم (الإنجليزية)
- في عينيك على موقع ليتربوكسد (الإنجليزية)